# Quinault (település)
Quinault az Amerikai Egyesült Államok északnyugati részén, Washington állam Grays Harbor megyéjében elhelyezkedő önkormányzat nélküli és egykori statisztikai település. A 2000. évi népszámláláskor 191 lakosa volt.

## Éghajlat
| Hónap                                   | Jan.  | Feb.  | Már. | Ápr. | Máj. | Jún. | Júl. | Aug. | Szep. | Okt. | Nov.  | Dec.  | Év    |
| --------------------------------------- | ----- | ----- | ---- | ---- | ---- | ---- | ---- | ---- | ----- | ---- | ----- | ----- | ----- |
| Rekord max. hőmérséklet (°C)            | 18,0  | 20,0  | 24,0 | 31,0 | 37,0 | 39,0 | 40,0 | 38,0 | 36,0  | 28,0 | 20,0  | 17,0  | 40,0  |
| Átlagos max. hőmérséklet (°C)           | 6,1   | 8,2   | 11,3 | 14,7 | 19,0 | 20,9 | 23,4 | 23,5 | 21,2  | 15,2 | 9,6   | 6,8   | 15,0  |
| Átlaghőmérséklet (°C)                   | 3,6   | 4,8   | 6,8  | 9,3  | 12,8 | 15,1 | 17,2 | 17,4 | 15,6  | 11,0 | 6,7   | 4,3   | 10,4  |
| Átlagos min. hőmérséklet (°C)           | 1,0   | 1,5   | 2,4  | 3,9  | 6,7  | 9,3  | 10,9 | 11,3 | 9,9   | 6,8  | 3,8   | 1,9   | 5,8   |
| Rekord min. hőmérséklet (°C)            | −11,0 | −11,0 | −9,0 | −3,0 | −1,0 | 2,0  | 3,0  | 5,0  | 1,0   | −4,0 | −11,0 | −12,0 | −12,0 |
| Átl. csapadékmennyiség (mm)             | 532   | 405   | 385  | 230  | 138  | 113  | 78   | 77   | 156   | 331  | 447   | 593   | 3485  |
| Forrás: Western Regional Climate Center |       |       |      |      |      |      |      |      |       |      |       |       |       |